# إريك سلون
إريك سلون (بالإنجليزية: Eric Sloane)‏ هو كاتب ورسام أمريكي، ولد في 27 فبراير 1905 في نيويورك في الولايات المتحدة، وتوفي بنفس المكان في 5 مارس 1985.